# Heidelberger Elitestudie 04/05
Bei der Heidelberger Elitestudie 2005 handelt es sich um den zweiten Teil einer Gesamtuntersuchung der führenden Eliten in Deutschland und ist somit ein Folgeprojekt der im Vorjahr durchgeführten Heidelberger Elitestudie 2004 (politische Elite in Deutschland). Im Mittelpunkt der Untersuchung steht die kirchliche Elite der Bundesrepublik. Hierzu zählen in den Amtskirchen die Bischöfe, die Erz- bzw. Weihbischöfe und die Landesbischöfe.
Obwohl die Kirchen spätestens seit der Wahl des Papstes 2005 im Mittelpunkt des öffentlichen Interesses stehen, waren die kirchlichen Eliten kein Gegenstand wissenschaftlicher Forschungsarbeiten und das, obwohl auch hier die Krise des Subsystems der Gesellschaft unübersehbar ist: 30 Prozent aller Kirchen müssen demnächst geschlossen werden, in Westdeutschland hat allein die Evangelische Kirche zwischen 1970 und 1990 drei Millionen Mitglieder verloren, der Einfluss der Katholischen Kirche ist stark rückläufig und die Konkurrenzangebote gewinnen immer mehr an Boden, so zum Beispiel der Islam, der Buddhismus, New Age, Feng Shui und die Esoterik.
Die Heidelberger Elitestudie 2005 stellte Fragen wie: Zählen sie sich selbst zur Elite? Wie bewerten sie andere Eliten? Wie zufrieden sind sie mit den Gestaltungsmöglichkeiten in ihren Organisationen und in anderen Bereichen der Gesellschaft? an die Topelite der evangelischen und katholischen Kirche und gibt die Antworten wieder. Der Rücklauf lag bei 35,48 Prozent.